# Lucía Martín González
Lucía Martín González, née le 15 janvier 1979 à Lugo, est une femme politique espagnole membre de Podemos.
Elle est élue députée de la circonscription de Barcelone lors des élections générales de décembre 2015.

## Biographie

### Profession
Lucía Martín González est titulaire d'un doctorat en sciences environnementales. Elle est ingénieur chimiste.

### Activités politiques
Le 20 décembre 2015, elle est élue députée pour Barcelone au Congrès des députés et réélue en 2016.